# 井出敏朗
井出 敏朗（いで としあき、1962年〈昭和37年〉10月8日 - ）は、日本の政治家。石川県能美市長（3期）。元石川県議会議員（3期）。

## 来歴
石川県能美郡寺井町（現・能美市）出身。寺井町立寺井小学校（現・能美市立寺井小学校）、寺井町立寺井中学校（現・能美市立寺井中学校）、石川県立小松高等学校卒業。1985年（昭和60年）3月、群馬大学工学部化学工学科卒業。同年4月、大日本インキ化学工業株式会社（現・DIC）に就職。1987年（昭和62年）4月、ノリタケに転職。1990年（平成2年）4月、井出製陶株式会社に転職。
2011年（平成23年）4月の石川県議会議員選挙に自由民主党公認で出馬し初当選。2015年（平成27年）、再選。2016年（平成28年）12月10日、能美市長選挙に立候補する意向を表明。
2017年（平成29年）2月5日に行われた能美市長選は井出と前市議の橋本崇史の間の自民党分裂選挙となった。橋本を破り初当選（井出：15,763票、橋本：11,712票）。2月27日、市長就任。
2021年（令和3年）1月24日に告示された能美市長選では、井出の他に立候補の届け出がなく無投票で再選。
2025年（令和7年）1月26日に告示された能美市長選でも、井出の他に立候補の届け出がなく無投票で3選。

## 人物
- 衆議院議員の宮本周司はいとこ[11]。